# Arcyodes incarnata
Arcyodes incarnata ist eine Art der Schleimpilze aus der Ordnung der Trichiida und die einzige Art der Gattung Arcyodes.

## Beschreibung
Das Plasmodium ist weiß oder pink. Die ungestielten oder annähernd ungestielten Fruchtkörper sind Sporokarpe, sie stehen gruppiert oder gehäuft angeordnet. Sie haben einen Durchmesser von 0,5 bis 0,8 Millimeter, sind meist schwach länglich-rund und durch den gegenseitigen Druck winklig geformt. Jung sind sie graurosa, mit zunehmendem Alter ockerfarben bis beige.
Der Hypothallus ist unauffällig. Das Peridium ist fest häutig und durchscheinend, im Durchlicht ocker bis manchmal rosa gefärbt und auf der Innenseite papillös oder fein genetzt. Zur Sporenreife öffnen sie sich unregelmäßig, der Ansatz ist meist dauerhaft. Das Capillitium ist ein unregelmäßiges, weitmaschiges Netz röhrenförmiger, unelastischer Fäden, die 2 bis 8 Mikrometer stark sind und am Peridium verwachsen sind, sie sind skulpturiert mit Warzen oder Stacheln. Die Sporen sind als Masse anfangs rosa, später beige, einzeln jedoch fast farblos. Sie sind entweder glatt oder mit feinen, blassen Warzen, teils in Gruppen, skulpturiert und haben einen Durchmesser von 6 bis 8 Mikrometer.

## Verbreitung
Das Areal der Art reicht von Nordamerika, Europa (locus classicus ist Deutschland) und Asien bis hin zur Tschukotka und im Süden bis auf die Bahamas und Nordindien. Ein Fund aus Chile, der der einzige bekannte der Südhalbkugel wäre, gilt als sehr zweifelhaft.

## Systematik und Forschungsgeschichte
Die Art wurde 1805 durch Johannes Baptista von Albertini und Lewis David von Schweinitz als Licea incarnata erstbeschrieben, 1902 stellte Orator Fuller Cook sie dann in eine eigene Gattung Arcyodes. Die Gattung ist monotypisch.

## Nachweise
Fußnoten direkt hinter einer Aussage belegen die einzelne Aussage, Fußnoten direkt hinter einem Satzzeichen den gesamten vorangehenden Satz. Fußnoten hinter einer Leerstelle beziehen sich auf den kompletten vorangegangenen Absatz.
1. 1 2  David W. Mitchell: World inventory of myxomycete species - Descriptions and taxonomic references., 2010 Edition, DVD
2. 1 2  Marie L. Farr: Myxomycetes. In: Flora Neotropica. Band 16. The New York Botanical Garden, New York 1976, ISBN 0-89327-009-1, S. 279–280.
3. ↑  discoverlife.org: Discover Verbreitungskarte Arcyodes incarnata, Zugriff am 29. August 2010
4. ↑  Michael J. Dykstra, Harold W. Keller: Mycetozoa In: John J. Lee, G. F. Leedale, P. Bradbury (Hrsg.): An Illustrated Guide to the Protozoa. Band 2. Allen, Lawrence 2000, ISBN 1-891276-23-9, S. 968 (englisch).